# Maria Irena Wierzbicka
Maria Irena Wierzbicka (ur. 22 marca 1879 w Gnieźnie, zm. 25 grudnia 1972 w Kamieniu Krajeńskim k. Bydgoszczy) – polska bibliotekarka, nauczycielka.

## Życiorys
Urodzona w kupieckiej rodzinie Władysława i Praksedy z Krakowskich. Ukończyła szkołę powszechną i liceum żeńskie w Gnieźnie (1898), pracowała następnie w szkole w Gnieźnie, a do 1904 w Warszawie. W latach 1904–1919 była bibliotekarką i sekretarką w domu arystokratycznym we Lwowie. 
Od 1919 mieszkała w Bydgoszczy; od 1920 pracowała w tamtejszej Bibliotece Miejskiej, początkowo jako sekretarka, następnie bibliotekarka. Jako kierownik działu uzupełniania zbiorów, gromadzenia i opracowania wykonywała faktycznie obowiązki zastępcy dyrektora. Przyczyniła się do ukształtowania polskiego profilu biblioteki.
Kontynuowała pracę w bibliotece także w czasie II wojny światowej, ale jako pracownica fizyczna w magazynie; przyczyniła się do uratowania wielu polskich książek ze zbiorów biblioteki.
Powróciła do pracy po wojnie, mianowana w 1945 wicekustoszem; kierowała Działem Nabytków, udzielała się w kształceniu kolejnych pokoleń bibliotekarzy bydgoskich. W 1960, cztery lata przed przejściem na emeryturę, obchodziła jubileusz 40-lecia pracy. Po odejściu na emeryturę w 1964, ciesząc się opinią "żywej kroniki" księgozbioru, społecznie zajmowała się porządkowaniem zbiorów ikonograficznych.
Działała w Stowarzyszeniu Bibliotekarzy Polskich i Lidze Kobiet. Nie założyła rodziny.

## Ordery i odznaczenia
- Złoty Krzyż Zasługi
- Srebrny Krzyż Zasługi (22 lipca 1952)[1]
- Medal 10-lecia Polski Ludowej (2 marca 1955)[2]
- Odznaka honorowa „Zasłużonemu Obywatelowi Miasta Bydgoszczy”